# Pediasia jucundellus
Pediasia jucundellus là một loài bướm đêm trong họ Crambidae.